# 筑波学園ガス
筑波学園ガス株式会社（つくばがくえんガス、英: Tsukuba Gakuen Gas Corporation.）は、かつて存在した茨城県の一般ガス事業者。東京ガス100%出資の子会社で、本社を置くつくば市およびつくばみらい市の各一部に都市ガスの供給を行っていた。
2016年5月1日、東京ガス株式会社と合併統合し東京ガスのつくば支社となった。

## 事業概要
供給するガスは天然ガス（13A）で、東京ガスよりパイプラインで受け入れている。供給区域は筑波研究学園都市を中心とするつくば市、およびみらい平駅周辺のつくばみらい市の各一部。供給先は工業用・公用他が各約4割、家庭用・商業用が各約1割となっている。
合併統合前の最終年度（2015年度）末のお客様数は29,324件、ガス販売量83百万㎥、売上高89億円である。

## 沿革
- 1970年10月 - 会社設立。
- 1974年11月 - 一般ガス事業開始。
- 1979年1月 - 東京ガスのパイプライン経由での天然ガスに切り替え。
- 2016年5月1日 - 美浦ガス、千葉ガスとともに、親会社である東京ガスと合併し解散。